# Pere Ferrussola
El Pare Pere Ferrussola (Olot, 1 d'agost de 1705 - Ferrara, 24 de maig de 1771) fou un religiós jesuïta i professor universitari a Cervera. Als disset anys entrà de religiós a la Companyia de Jesús. Havent ensenyat un curs de filosofia a la Universitat de Cervera llavors en puixança, i fundada pocs anys abans per Felip V d'Espanya, continuà ensenyant un altre curs per mandat del prebost general, a instància de molts doctors de la universitat, que governava i regia Narcís Queralt de la casa dels comtes de Santa Coloma, després bisbe d'Àvila. Es graduà com a doctor en teologia a la mateixa universitat, en la facultat de la qual ensenyà durant vint anys seguits amb gran opinió de talent i doctrina, i amb gran aprofitament dels seus deixebles, als quals inclinava també a la pietat amb els seus avisos i exemples. Persuadit que no hi pot haver teòleg perfecte sense el coneixement de la llengua grega, començà a aprendre-la amb més de cinquanta anys; i arribà a saber-la bé. També va tenir un coneixement mitjà de la llengua hebrea. En el temps que fou rector del col·legi de Cervera, demostrà una gran prudència. Expulsat d'Espanya fou a parar a Ferrara amb els seus companys de la província d'Aragó, i quan treballava a polir els seus doctíssims «Comentarios» en tota la teologia, morí santament.

## Obres
Torras i Amat cita les següents obres segurament a partir de la biografia del P. Blas Larraz i dels «Index Jesuiticae philosophiae theses indecem centurias divisae» de Fontdevalle Ausetano:
- «Ejercicios espirituales ó una explicación de los ejercicios de S. Ignacio» (4 toms, Barcelona, Josep Giralt). Compongué aquesta obra per mandat dels seus superiors, essent encara estudiant, i es feia servir molt a la província d'Aragó.
- «Formulae sive conceptiones verborum academiae cervariensis. Cervariae typis academicis». Escrigué aquesta obra menor per encàrrec de la universitat, per al seu ús.
- «Leyes de la academia de Cervera» (1750). Tractant de corregir, augmentar o explicar les primeres lleis de la universitat, el claustre feu aquest encàrrec a Ferrussola i que després aprovaren al Consell.
- «Novena del S. misteri de Cervera, treta principalment de la història de la sagrada passió, escrita por el Ven. Luis de la Palma de la compañia de Jesus» (12 toms, impr. Universitat de Cervera, 1763).
- «Commentarii in illud laetum elegansque canticum hispanum super Deipara Immaculata. quod incipit. Para dar luz immortal. Cervariaer typis academicis». En aquests comentaris impresos en nom de l'associació de la verge Immaculada es confirma la pia creença amb molta erudició, i poderoses raons.
- «Classicum ad Hispaniae gaudia. Cervariae typis academicis». Conté eloqüents oracions en defensa de la immunitat del pecat original en Maria (mare de Jesús).
- «Novenari en honor de la Inmaculada virgen Maria patrona electa de las Españas» (impr. de l'Acadèmia, Cervera).
- «Oratio ad academiam Cervariensem ob decretam magiisterii vacationem RR. PP. doctori Francisco Llobera, etc. Cervariae typis academicis».
- «Oratio ad academiam Cervariensem indoctoratus theol. inaugurationes Blasii Larraz ibid.» (manuscrit inèdit)
- «Orator in schola theologiae». És una espècie de retòrica per als estudiants de teologia, a fi que aprenguin a parlar bé el llatí.
- «Dissertatio theológica de sancto Mysterio cervariensi». Aquest sant misteri de Cervera, no és altra cosa que un tros de «Lignum crucis»; del qual, segons unas pietosa tradició, en voler dividir-lo en dues parts, sortiren algunes gotes de sang, que encara estaven patents en temps de Torres i Amat.
- «Exercitia divi Ignatii». En tres parts, la primera conté els exercicis amb les mateixes paraules de sant Ignasi, però il·lustrats amb moltes notes. A la segona part es proposà estendre les principals meditacions de sant Ignasi. La tercera part conté la vida del sant, i declara que el camí per on Déu guià a Ignasi a la perfecció, és el mateix amb el qual el sant ajuda als homes per mitjà dels seus exercicis, per a arribar a la mateixa perfecció. La 1a i 3a part estan del tot concloses:
- «Oratio ad acad. de SS. Eucharistiae Sacramento»
- «Oratio ad acad. in funere D. D. Michaelis Goncer cancellarii.»